# Víctor López Cotelo
Víctor López Cotelo (Madrid, 1947) es un arquitecto español. 

## Biografía
Estudió arquitectura en la ETSAM de Madrid. De 1970 a 1972 trabajó en Múnich. En 1972 entró a formar parte del estudio de Alejandro de la Sota Martínez, dejándolo en 1979, para constituir su propio estudio junto a Carlos Puente. Es miembro de múltiples jurados e imparte lecciones en numerosas instituciones de prestigio nacional e internacional.

## Actividad docente
De 1983 a 1986, impartió su magisterio en ETSAM, en la Cátedra de Proyectos. En 1993 fue designado Profesor invitado de Proyectos de la Escuela de Arquitectura de la TU de Múnich, logrando la Cátedra de Proyectos en dicha Escuela, en 1995. Imparte seminarios y conferencias regularmente en numerosas universidades de Europa. Pertenece a la Sección Baukunst de la Akademie de Berlín y miembro correspondiente de la Academia de las Bellas Artes del Land de Baviera. 

## Premios
- Premio del Colegio Oficial de Arquitectos de Madrid (1986), por el Ayuntamiento y plaza de Valdelaguna.
- Premio FIBES de Sevilla (1994), por su trabajo en la Casa de las Conchas de Salamanca, en la que se encargó de habilitar una biblioteca
- Accésit del premio Rehabitec
- Accésit del Premio Europa Nostra
- Premio de Arquitectura Española (2015), por la Escuela de Arquitectura de Granada

## Obras destacadas
- Vivienda en Soto del Real (1976)
- Ayuntamiento y plaza de Valdelaguna (1986)
- la casa de Ponte Sarela (2009)
- la Filmoteca Española en Pozuelo (2013)
- Escuela de Arquitectura de Granada[1] (2015)